# جشنواره بین‌المللی جهان موسیقی مقامی

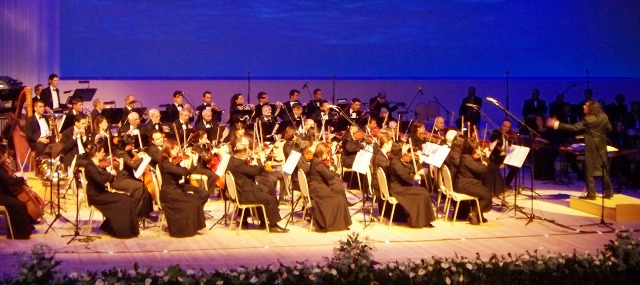
اجرای ارکستر دولتی سمفونیک آذربایجان به نام عزیر حاجی‌بیگف در فستیوال

جشنواره بین‌المللی جهان موسیقی مقامی (به ترکی آذربایجانی: "Muğam Dünyası" Beynəlxalq musiqi festivalı) فستیوال بین‌المللی موسیقی می‌باشد، که در جمهوری آذربایجان برگزار می‌شود. این رویداد فرهنگی مهم به ابتکار بنیاد حیدر علی‌اف به تاریخ ۱۸ الی ۲۵ مارس سال ۲۰۰۹ در باکو برگزار شده‌است.

## هدف از برگزاری جشنواره
هدف از برگزاری جشنواره بین‌المللی جهان موسیقی مقامی تبلیغ و آشنایی جهانیان با موسیقی مقامی آذربایجان و قرارگیری موسیقی سنتی مردم آذربایجان در جیگاه شایسته به خود در میراث موسیقی جهان می‌باشد.

## سمپوزیوم بین‌المللی علمی پیرامون موسیقی مقامی
سمپوزیوم بین‌المللی علمی اختصاص یافته به موسیقی مقامی در طول سه روز در حاشیهٔ جشنواره بین‌المللی موسیقی به سال ۲۰۰۹ برگزار گردید. پس از اتمام این جلسه، کتابی در مورد نتایج سمپوزیوم به انتشار رسید.
در این سمپوزیوم قریب به ۳۰ دانشمند و موسیقیدان از کشورهایی نظیر ایالات متحده آمریکا، بریتانیا، روسیه، فرانسه، ایتالیا، آلمان، ترکیه، هلند، مجارستان، چین، تونس، ازبکستان، ایران، مراکش، هند و تاجیکستان حضور داشتند.

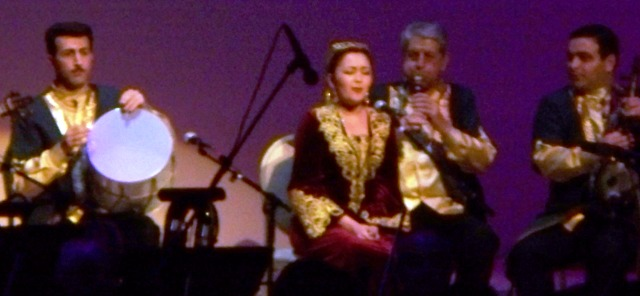
اجرای موقام از سوی خواننده ازبکستانی در حین جشنواره

علما و موسیقیدانانی همچون «استیون بلوم» استاد دانشگاه نیویورک در رشته موسیقی قومی و کارشناس یونسکو، «دیتر کریستِنسِن» استاد دانشگاه کلمبیا واقع در نیویورک، «اوم وان زاتن» معاون رئیس «شورای بین‌المللی موسیقی سنتی» تحت یونسکو، «ژان دورینگ» استاد فرانسوی، «یورگن ائلسنر» استاد دانشگاه هومبولت برلین، «خیرومی لرّین ساکاتا» استاد دانشگاه کالیفرنیا، «لوسی دوران» و «جیمز پارکین» مجریان برنامه «World Routes» در رادیو بی‌بی‌سی، «برنارد کلیکامپ» صاحب شرکت «Pan Records»، استاد «روشن یونسف» از ازبکستان، «ویلتا یونس اوا» استاد کنسرواتوار مسکو و «عبد الولی عبد العاشورف» رئیس آکادمی «ماکوما» واقع در شهر دوشنبه در این سمپوزیوم شرکت و سخنرانی نمودند.
سخنرانی‌هایی راجع به فرهنگهای موسیقی جمهوری آذربایجان، ترکیه، ایران، پاکستان، هند، تونس، ازبکستان و تاجیکستان در حین این رویداد فرهنگی تقدیم به حاضرین شد.